# (20835) Eliseadcock
(20835) Eliseadcock est un astéroïde de la ceinture principale.

## Description
(20835) Eliseadcock est un astéroïde de la ceinture principale d'astéroïdes. Il fut découvert le 24 octobre 2000 à Socorro (Nouveau-Mexique) par le projet LINEAR. Il présente une orbite caractérisée par un demi-grand axe de 2,66 UA, une excentricité de 0,11 et une inclinaison de 4,3° par rapport à l'écliptique.

## Compléments